# Sterhyacint
Sterhyacint (Scilla) is een geslacht van overblijvende planten. Het geslacht werd traditioneel in de leliefamilie geplaatst (onder meer  Heukels' Flora van Nederland volgde die opvatting tot en met de 21e editie). In het APG II-systeem uit 2003 werd het in de hyacintenfamilie geplaatst. Sinds APG-III wordt deze familie, en dus ook dit geslacht, in de aspergefamilie ondergebracht. De 23e en 24e editie van Heukels' Flora volgen die laatste opvatting. Het geslacht telt ongeveer 90 soorten.

## Kenmerken
Het zijn bolgewassen die meestal in het voorjaar bloeien, maar er zijn ook enkele herfstsoorten bekend. De bloemen zijn meestal blauw, maar ook wit, roze en paars komen voor. De soorten groeien in bossen, duinen, subalpiene weilanden, en kusten in de oude wereld.

### Bloemdiagram

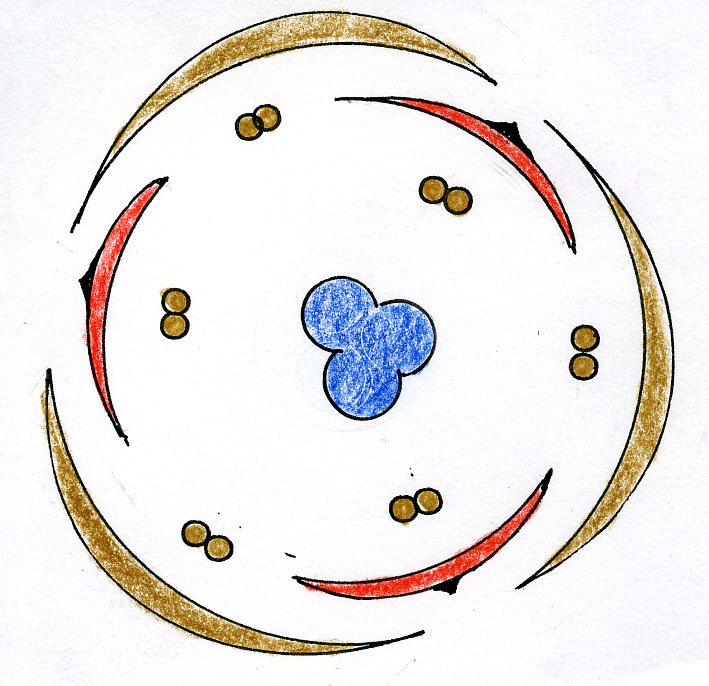

## Naam
De naam "Scilla" is afkomstig uit het Grieks (σκιλλα), en wordt vertaald als zee-ajuin of zee-ui met langwerpige bollen. Clusius vermeldt dat Plinius de Oudere de naam al voor dit geslacht van planten gebruikte.

## Taxonomie
Verschillende Afrikaanse soorten die vroeger in dit geslacht waren ondergebracht, worden nu in het geslacht Ledebouria geplaatst. Zo draagt de kamerplant die voorheen de naam Scilla violacea Hutch. (1932) of Scilla socialis Baker (1870) droeg nu de naam Ledebouria socialis (Baker) Jessop.
Kew's Checklist vermeldt voorjaar 2020 de volgende soorten:
- Scilla achtenii
- Scilla africana
- Scilla albanica
- Scilla albinerve
- Scilla alinihatiana
- Scilla amoena
- Scilla andria
- Scilla antunesii
- Scilla arenaria
- Scilla arsusiana
- Scilla begoniifolia
- Scilla benguellensis
- Scilla berthelotii
- Scilla bifolia – Vroege sterhyacint
- Scilla bilgineri
- Scilla bithynica
- Scilla buekkensis
- Scilla bussei
- Scilla chlorantha
- Scilla ciliata
- Scilla cilicica
- Scilla congesta
- Scilla cretica
- Scilla cydonia
- Scilla dimartinoi
- Scilla dualaensis
- Scilla engleri
- Scilla flaccidula
- Scilla forbesii – Grote sneeuwroem
- Scilla gabunensis
- Scilla gracillima
- Scilla haemorrhoidalis
- Scilla hildebrandtii
- Scilla huanica
- Scilla hyacinthoides
- Scilla ingridiae
- Scilla jaegeri
- Scilla katendensis
- Scilla kladnii
- Scilla kurdistanica
- Scilla lakusicii
- Scilla latifolia
- Scilla laxiflora
- Scilla ledienii
- Scilla leepii
- Scilla libanotica
- Scilla lilio-hyacinthus
- Scilla litardierei
- Scilla lochiae
- Scilla longistylosa
- Scilla luciliae – Middelste sneeuwroem
- Scilla lucis
- Scilla madeirensis
- Scilla melaina
- Scilla merinoi
- Scilla mesopotamica
- Scilla messeniaca
- Scilla mischtschenkoana – Streephyacint
- Scilla monanthos
- Scilla monophyllos
- Scilla morrisii
- Scilla nana
- Scilla nivalis
- Scilla oubangluensis
- Scilla paui
- Scilla peruviana
- Scilla petersii
- Scilla platyphylla
- Scilla pleiophylla
- Scilla pneumonanthe
- Scilla reuteri
- Scilla rosenii
- Scilla sardensis – Kleine sneeuwroem
- Scilla schweinfurthii
- Scilla siberica – Oosterse sterhyacint
- Scilla simiarum
- Scilla sodalicia
- Scilla subnivalis
- Scilla tayloriana
- Scilla textilis
- Scilla uyuiensis
- Scilla vardaria
- Scilla verdickii
- Scilla verna
- Scilla villosa
- Scilla vindobonensis
- Scilla voethorum
- Scilla welwitschii
- Scilla werneri

Scilla non-scripta wordt tegenwoordig door veel botanici als Hyacinthoides non-scripta in het geslacht Hyacinthoides geplaatst.

## Cultuur en gebruik
Veel soorten worden in tuinen gekweekt vanwege hun voorjaarsbloemen.
S. autumnalis · 
S. bifolia (vroege sterhyacint) · 
S. hyacinthoides · 
S. lilio-hyacinthus · 
S. litardierei · 
S. ×massartiana (basterdhyacint) · 
S. mischtschenkoana (streephyacint) · 
S. peruviana ·
S. sardensis (kleine sneeuwroem)
S. siberica (oosterse sterhyacint) · 
S. forbesii (grote sneeuwroem)